# 마망 (가수)
마망(1985년 7월 29일 ~ )은 대한민국의 가수이다. 본명은 박미영으로, 마골피라는 예명으로도 활동한 바 있다. 마골피라는 이름은 천방지축마골피에서 따온 것이다.

## 수상 및 후보
- 2007년 싸이월드 디지털 뮤직 어워드 이달의 신인상
- 2007년 싸이월드 디지털 뮤직 어워드 이달의 노래상 (비행소녀)

1. ↑  박화요비의 개명 전 본명과 같다.